# 1153
Cette page concerne l'année 1153  du calendrier julien. Pour l'année 1153 av. J.-C., voir 1153 av. J.-C.
L'année 1153 est une année commune qui commence un jeudi.

## Événements
- 25 janvier : Baudouin III de Jérusalem commence le siège de la place fatimide d’Ascalon[1].
- 27 avril : Abd al-Mumin met en déroute les Hilaliens à Sétif[2].

- Avril-mai, Iran : les Turcs Oghuz écrasent les armées seldjoukides de Mu`izz ad-Dîn Ahmad Sanjar et envahissent le Khorasan. Sanjar est fait prisonnier à Merv[3].

- Mai : Renaud de Châtillon séduit Constance, la veuve de Raymond d’Antioche puis l’épouse, devenant ainsi le seigneur de la ville[4]. Très vite ses exactions le rendront odieux à ses voisins Alépins, mais aussi aux Roums et à ses propres sujets.

- 16 août : mort devant Ascalon de Bernard de Tramelay[5]. André de Montbard (mort en 1156) — le dernier des neuf premiers chevaliers fondateurs de l’Ordre — est élu comme Grand-maître de l’Ordre du Temple[6]. Il accepte cette nomination pour contrer l’élection prévisible d’un autre chevalier du Temple, Guillaume II de Chanaleilles, favori du roi de France Louis VII, ce qui aurait permis au roi de contrôler l’Ordre[7].

- 19 août : Baudouin III de Jérusalem prend Ascalon, dernier bastion fatimide en Palestine[8].

- Rajab (22 septembre-21 octobre) : Roger II de Sicile prend Bône[9].

- Najm ad-Din Ayyub parvient à s’assurer de la neutralité bienveillante de la milice urbaine de Damas. Plusieurs responsables de l’armée adoptent la même attitude. Nur ad-Din fait parvenir à Abaq de Damas de faux renseignements faisant état d’un complot qu’ourdirait son entourage, le petit groupe d’émirs qui l’encourage encore à tenir tête. Abaq fait exécuter et emprisonner plusieurs de ses collaborateurs, et se retrouve seul. Nur ad-Din intercepte subitement tous les convois de vivres qui se dirigent vers Damas. Le prix du blé passe en deux jours d’un demi-dinar à vingt-cinq dinars, et la population commence à craindre la famine[10].

- En Chine, les Jin transfèrent leur capitale de Harbin à Beijing (Pékin)[11].

- Début du règne de Parâkkamabâhu Ier roi de Sri Lanka (Ceylan) (fin en 1186). Après une série de guerres civiles, il réussit à unifier l’île qui connaît son âge d’or[12].

- Épidémie meurtrière (rougeole ?) à Heian[13], au Japon (1153-1154).

### Europe
- 6 janvier : Henri II Plantagenêt débarque en Angleterre[14].

- 5 février : le pape Eugène III appelle l’évêque d’Arras à la vigilance face aux hérétiques[15].

- 20 février : La Rochelle obtient le statut de paroisse[16].

- Février : mort de Vladimirko de Galicie[17]. Son fils Iaroslav « Osmomysl » Vladimirovitch  règne sur la Galicie jusqu’en 1187[18]. Il est le seul prince du sud-ouest qui parvient à mater les boyards. La principauté de Galicie dispose de riches mines de sel et se trouve au centre d’un grand commerce avec des villes comme Halicz, Przemysl, Łwow.

- 23 mars : premier traité de Constance, négocié par le cardinal Rolando Bandinelli, chancelier du pape avec l’empereur Frédéric Barberousse, qui s’engage à défendre la Papauté contre la commune de Rome et Roger II de Sicile, en échange d’une promesse de couronnement impérial des mains du pape[19].

- 8 avril : Alphonse Ier de Portugal installe les moines cisterciens à l’extrémité méridionale de son royaume, au confluent de l’Alcoa et du Baça, où est fondé le monastère d'Alcobaça[20].

- 24 mai : mort de David Ier d’Écosse[21]. Début du règne de Malcolm IV le Modeste, roi d'Écosse (fin en 1165).

- 12 juillet : début du pontificat d’Anastase IV ; il tente de négocier avec le Sénat romain, qui vient d’accueillir Arnaud de Brescia, mais meurt le 3 décembre 1154[22].

- Août - septembre : le légat du pape Nicolas Breakspear se rend au synode de Linköping ; la discipline du clergé occidental est imposée en Suède et un archidiocèse est établi[23].

- 6 novembre, Winchester : le traité de Wallingford met fin à la guerre civile en Angleterre entre Mathilde l’Emperesse et Étienne de Blois. À la mort de son fils (17 août), Étienne de Blois désigne Henri II Plantagenêt, fils de Mathilde et héritier de l’Anjou, du Maine, de la Touraine et du Poitou comme successeur[24].

- Les Aragonais occupent toute la rive nord de l'Èbre[25].

- Louis VII accorde à Compiègne sa charte de commune[26].